# Приураловка
Приура́ловка (рос. Приураловка, башк. Приураловка) — присілок у складі Архангельського району Башкортостану, Росія. Входить до складу Арх-Латиської сільської ради.
Населення — 55 осіб (2010; 86 в 2002).
Національний склад:
- башкири — 57 %
- росіяни — 41 %